# Re'uven Dafni
Re'uven Dafni (hebrejsky: ראובן דפני, rodným jménem: Ruben Kandt; 11. listopadu 1913 – 15. června 2005) byl židovský partyzán a účastník protinacistického odboje, izraelský voják a diplomat, jeden ze zakladatelů kibucu Ejn Gev a dlouholetý náměstek ředitele památníku Jad Vašem.

## Biografie
Narodil se v Záhřebu do chorvatsko-židovské rodiny a měl dva sourozence. Studoval ve Vídni, kde jeho otec působil jako diplomat. Byl aktivním atletem, členem studentské unie a příslušníkem mládežnického sionistického hnutí. V roce 1936 podnikl aliju do britské mandátní Palestiny, kde se stal po svém příjezdu jedním ze zakladatelů kibucu Ejn Gev. V roce 1940 vstoupil do Židovské brigády, jednotky v rámci Britské armády, ve které bojoval proti nacistickému Německu v severoafrické kampani a s níž se zúčastnil invaze na Krétu. V polovině března 1944 spolu s několika dalšími výsadkáři (mimo jiné s Chanou Seneš) seskočil nad Jugoslávií, kde se přidal k místním partyzánům a udržoval radiový kontakt se Spojenci. V chorvatské části Jugoslávie strávil šest měsíců, načež se vrátil do kibucu. V roce 1946 se, jakožto člen židovské vojenské organizace Hagana, vypravil do Spojených států, aby zde nakupoval zbraně a vybíral peníze od místních židovských donátorů. O dva roky později se do Spojených států vrátil a angažoval se ve fundraisingu pro nově vzniklý Izrael. V témže roce byl jmenován prvním izraelským konzulem v Los Angeles. V letech 1953 až 1956 působil jako izraelský generální konzul v New Yorku. Později též zastával pozici generálního konzula v indické Bombaji a post izraelského velvyslance v Keni a Thajsku. Po třináct let, v letech 1983 až 1996 byl náměstkem ředitele památníku Jad Vašem.
S manželkou Rinou (rozená Grossmanová) měl dvě děti, syna Jorama a dceru Avital. Po smrti své ženy se postupně dvakrát oženil.